# Yeldos Ijsangaliyev
Yeldos Zhajmanovich Ijsangaliyev (Almatý, URSS, 8 de julio de 1978) es un deportista kazajo que compitió en judo. Ganó una medalla en los Juegos Asiáticos de 2006, y siete medallas en el Campeonato Asiático de Judo entre los años 2000 y 2005.

## Palmarés internacional
| Juegos Asiáticos    | Juegos Asiáticos      | Juegos Asiáticos  | Juegos Asiáticos |
| Año                 | Lugar                 | Medalla           | Categoría        |
| ------------------- | --------------------- | ----------------- | ---------------- |
| 2006                | Doha (Catar)          | Medalla de bronce | +100 kg          |
| Campeonato Asiático |                       |                   |                  |
| Año                 | Lugar                 | Medalla           | Categoría        |
| 2000                | Osaka (Japón)         | Medalla de bronce | Abierta          |
| 2001                | Ulán Bator (Mongolia) | Medalla de bronce | +100 kg          |
| 2003                | Jeju (Corea del Sur)  | Medalla de bronce | +100 kg          |
| 2003                | Jeju (Corea del Sur)  | Medalla de bronce | Abierta          |
| 2004                | Almatý ( Kazajistán)  | Medalla de plata  | Abierta          |
| 2004                | Almatý ( Kazajistán)  | Medalla de bronce | +100 kg          |
| 2005                | Taskent (Uzbekistán)  | Medalla de bronce | +100 kg          |